# Ulrich Nellessen
Ulrich Nellessen (* 6. Mai 1952 in Hamm) ist ein deutscher Mediziner.
Nach dem Abitur an der Stormarnschule in Ahrensburg absolvierte er in Kiel ein Studium der Humanmedizin. Nach wissenschaftlicher Tätigkeit an der Universität Hannover und der Stanford University, wo er mit Norman Shumway arbeitete, nahm er eine Stelle als Oberarzt in Kiel an. Nach seiner Habilitation wurde er an die Julius-Maximilians-Universität Würzburg berufen.
Nellessen wurde am 1. Januar 2016 hauptamtlicher Ärztlicher Direktor des Johanniter-Krankenhauses Genthin-Stendal, nachdem er zuvor seit 1996 Chefarzt der dortigen Kardiologie war und die Funktion als Ärztlicher Direktor ehrenamtlich ausübte. Mit Wirkung zum 1. September 2019 trat er in den Ruhestand.
Nellessen war zudem von 2008 bis 2019 Präsident vom 1. FC Lok Stendal.
Er ist Autor mehrerer Fachbücher.